# Phyllopentas ledermannii
Phyllopentas ledermannii är en måreväxtart som först beskrevs av Kurt Krause, och fick sitt nu gällande namn av Jesper Kårehed och Birgitta Bremer. Phyllopentas ledermannii ingår i släktet Phyllopentas och familjen måreväxter. IUCN kategoriserar arten globalt som sårbar. Inga underarter finns listade i Catalogue of Life.